# 所罗门·罗伯特·古根海姆
所罗门·罗伯特·古根海姆（英語：Solomon Robert Guggenheim；1861年2月2日—1949年11月3日），美国实业家、艺术收藏家和慈善家，古根海姆基金会和所罗门·R·古根海姆美术馆的创立者。
所罗门·古根海姆生于一个富裕的矿业家族，他在阿拉斯加建立了育空黄金公司（Yukon Gold Company）。自十九世纪九十年代起所罗门·古根海姆开始涉足艺术品收藏。第一次世界大战后，他逐步退出实业的经营并将全部精力投入到艺术品收藏中。在他的艺术顾问的指导下，他将收藏兴趣聚焦于现代和当代艺术作品上，并在1939年建立了自己的第一座艺术品博物馆。

## 生平
古根海姆出生于宾夕法尼亚州的费城，是迈耶·古根海姆的八个儿子之一。他在瑞士苏黎世的康科迪亚商学院完成学业后回到美国经营家族的矿业生意，随后在阿拉斯加创建了育空黄金公司。1895年他与罗斯柴尔德家族的艾琳·M·罗斯柴尔德结婚并育有三个孩子。
十九世纪九十年代起所罗门·古根海姆开始艺术品的收藏，1919年他彻底退出实业的经营并全身心投入到艺术品的收藏中。1926年所罗门·古根海姆遇到了艺术家Hilla von Rebay，后者成为了古根海姆的艺术顾问。1936年两人拜访了瓦西里·康定斯基和他在德国德绍的工作室，此后古根海姆开始购买瓦西里·康定斯基的作品。同年，古根海姆开始在自己位于纽约广场饭店的公寓里公开展出自己的收藏品。古根海姆的藏品包括马克·夏卡尔、费尔南·莱热的作品。
1937年古根海姆为促进现代艺术而创建了古根海姆基金会，1939年他和他的艺术顾问Hilla von Rebay为展示他拥有的收藏品在纽约的第五大街建立了所罗门·R·古根海姆美术馆的前身非客观绘画博物馆。
二十世纪四十年代初，博物馆已经积累了大量先锋派绘画作品，因此需要一个永久性的建筑来存放和展出这些绘画作品。1943年所罗门·古根海姆委托建筑师弗兰克·劳埃德·赖特设计一座新的美术馆。1948年，古根海姆从艺术品商人Karl Nierendorf购入约730件作品，美术馆的藏品规模因此大幅扩增。当时美术馆的藏品已经囊括了一系列表现主义和超现实主义的绘画作品，包括了保罗·克利、奥斯卡·柯克西卡和胡安·米罗的绘画作品。
1949年所罗门·古根海姆在纽约的长岛去世。1952年美术馆被重新命名为所罗门·R·古根海姆美术馆。1959年10月21日所罗门·R·古根海姆美术馆对外开放。